# USS Warrington (DD-30)
USS Warrington (DD-30) – amerykański niszczyciel typu Paulding. Jego patronem był Lewis Warrington.
Stępkę okrętu położono 21 czerwca 1909 w stoczni William Cramp & Sons Ship & Engine Building Company w Filadelfii. Zwodowano go 18 czerwca 1910, matką chrzestną była żona Richarda Hattona. Jednostka weszła do służby w US Navy 20 marca 1911, jej pierwszym dowódcą był Lieutenant Walter M. Hunt.
Okręt był w służbie w czasie I wojny światowej. Działał jako jednostka eskortowa na wodach amerykańskich i europejskich.
Wycofany ze służby 31 stycznia 1920 został sprzedany na złom 28 czerwca 1935.